# 東京都青少年健全育成相關條例
《東京都青少年健全育成相關條例》為一日本地方政府律法，1964年由東京都議會通過。立法目的主要為透過限制18歲以下青少年接觸有害的印刷刊物，從而使他們健康發展。此限制規定主要靠出版業界自行約束執行。此條例於2010年12月一片爭議聲中獲通過了修訂案，把「不健全圖書」的定義涵盖更多層面，給東京都廳更多的權力執行規範；此規定得到了家長團體、教師團體的贊成和支持，出版社、漫畫家則對此表示不滿。

## 2010年的修訂案

### 2月的修訂案
2010年2月24日，東京都廳提呈一個此條例修訂案的動議，內容：以後「非實在青少年」（日语：非実在青少年，在ACGN領域的非三次元作品中，未滿18歲，或者任何從衣著、佩帶物、學級、背景、聲音等給人有未滿18歲的外貌、感覺「看似18歲以下」的虛構人物）進行不健全行為（即任何類似性曖昧、性逃逗行為或助長殘暴、虐待的行為。），則此類作品將被標示為「青少年性視覺描寫物」。而東京都廳有權利進行懲罰或者干涉的後續行動。凡任何刊物包含「青少年性視覺描寫物」的成份，全體業界及市民必須盡責任防止青少年購入或觀看。此法案立即引起漫畫家、出版業界、資訊科技界、日本劇作家聯盟（日本脚本家連盟）以及日本律师聯合會（日本弁護士連合会）強烈反對。
於2010年3月18日的審議上，自民黨、公明黨對方案表示贊成，而日本民主黨、日本共產黨及生活者網絡則傾向繼續審議。此修訂案最終於2010年6月16日的下次會議被東京都議會否決。

### 11月的修訂案
隨著先前的修訂案被否決，東京都知事石原慎太郎宣佈：會再提交一份新的修訂案，並會於年底前完成。此份修訂案，另通稱「156號議案」
，在2010年11月已提交政府。此修訂內容移除了「非實在青少年」這具爭議的字眼，並對一定數量的法律內容做些更動。內容包括:
- 「不健全圖書」的定義，涵盖「任何漫畫、動畫、涉及觸犯現實法律的性或冒充性行為的圖片（但不包括實景照片及影片）對於強姦、近親相姦…等觸法性行為進行不正當讚美與誇飾性描寫。條例註解中還提到「描寫或暗示也可以成為被規制對象」，另外由於考量到漫畫家與出版業界的反對，於是增加附帶條款「顧及作品表現出的藝術性及社會性優點，審慎運用此條文」。
- 都政府允許提出對不同年齡層的小童實施網絡連線的監控，但需先諮詢電訊業界、家長代表及教育界方面。
- 任何出版社在新制度下，如12個月內出版多於6套被定義為不健全圖書的作品，需要接受由業界4團體自組的出版倫理協會進行自我監察。如果相關出版社接著6個月內再違反規定，都理事能公開它們的名稱及對相關違規作品進行評論。
- 都政府允許杜絕兒童色情及其創作的環境。法案強調「任何由13歲少年全身裸體或部份裸露，或穿著泳衣、只穿內褲的性感姿勢，出現在印刷書刊上或視像特寫」，不過不適用於真人照片、真人電影。
- 都政府推廣安全使用網絡的角色，需高度關注此方面的潛在風險。
- 網絡過濾服務需更普及化，以防止少年接觸不良內容。家長如要移除青少年手機內的過濾系統，必先向流動電話網絡供應商作書面申請，而且需附上合理原因，讓都政府審核批准。
- 家長或監護人要盡責任確保青少年小心使用網絡，限制他們接觸不良資訊的機會。

跟過往的修訂案一樣，此修訂案的反對者包括作家、出版界及律師界。另一方面，日本的家長及教師則對此修訂表示贊同。
由於出版商用拒絕參加2011年東京國際動畫展來表示抗議，有關方面議案增加附帶條款，指出評估作品時「要顧及作品表現出的藝術性、社會性等方面的優點」並且「需審慎運用」。此修訂案最終於2010年12月13日在東京都議會的常務委員會通過審批，2010年12月15日，兩日後，在都議會的表決上雖然日本共產黨及生活者網絡投反對票，不過由於獲得自民黨、公明黨、民主黨三大黨多數支持下而正式通過。
條例分兩階段實施，2011年4月1日關於自主的部份會先實施，2011年7月1日後關於銷售的規範也會生效。

## 被列名的作品
2011年4月14日，出版倫理協議會與出版倫理懇話会列出了下列六部作品違反此條例，7月1日起不能再發行販售：
| 中文書名                 | 日文書名 | 作者        | 出版社     | 系列                 | ISBN                   | 被列名原因                     |
| ------------------------ | -------- | ----------- | ---------- | -------------------- | ---------------------- | ------------------------------ |
| 老婆是小學生             |          | 松山清治    | 秋田書店   | Champaion RED Comics | ISBN 978-4-253-23013-1 | 含有與幼兒性交情節。           |
| 秋日天空                 |          | 糸杉柾宏    | 秋田書店   | Champaion RED Comics |                        | 含有亂倫情節。                 |
| 分享愛的情人             |          | 夏葉ヤシ    | 松文館     | Girls Pop Collection | ISBN 978-4790122265    | 含有強制性交、亂倫及輪姦情節。 |
| 戀人8號                  |          | 緒城真      | 少年畫報社 | Young Comic Comics   | ISBN 978-4-7859-3404-0 | 含有強制性交情節。             |
| 花日和~花見澤Q太郎自選集 |          | 花見澤Q太郎 | Mediax     | MD Comics            | ISBN 978-4-86201-151-0 | 含有校園內性行為情節。         |
| 碧之季節                 |          | 雅亞公      | 萌出版     | MM Comics            | ISBN 978-4-903705-31-6 | 含有亂倫及校園內性行為情節。   |

## 業界反對

### 對11月的修訂案的反對
各會發表聲明
日本笔会於11月25日發表聲明，認為新修訂是用語上的改變，考慮條例本質以對干預言論自由的領域後，反對新的修訂案。同日，東京律師公會也指摘重要條文仍存在歧義性與不明確性，反對新方案。
11月26日，出版倫理協議會發出聲明，指出關於動畫、漫畫最大爭議的加強規範細節幾乎沒作改動，並加強關於曖昧方面的條款，反對有關修訂。接著，社團法人自由人權協會也表明反對立場。
11月29日以後，日本漫畫家協會、21世紀漫畫作家版權網絡協會、MANGAJAPAN的漫畫家，這3團體都舉行記者會及發表聲明反對，其他團體如全國同人誌即賣會連絡會（全国同人誌即売会連絡会）、日本出版勞動組合聯合會（日本出版労働組合連合会）亦提出反對。日本作家協會譴責此舉無疑踐踏創造自由，主張修訂案應當永遠石沉大海。
日本漫畫學會也提出新方案是否會使日本總體文化變得僵硬且停滯不前的疑問，並反對方案。
網絡先進用家會、日本劇作家協會、日本劇團協會、日本編劇聯盟等相繼或發聯合聲明反對。
日本辯護律师聯合會也鑑於前修訂案的疑點尚未充分消除，因此也反對了新修訂案。
報社於專欄表態
12月3日的《朝日新聞》、《新潟日報》的社評也反對方案。同日，日本圖書館協會也促請東京都知事、都議會議長要慎重審議方案。
《熊本日日新聞》也加入反對行列，刊登了批評新修訂方案的專欄。
出版社反擊行動
12月8日，出版社也開始了反對條例的抗爭。角川書店社長井上伸一郎突然在Twitter發表言論，指出漫畫家和動畫業界無法認同都政府的取態，因此角川書店決定退出2011年東京國際動畫展。這番言論令積極推動修訂案同時是東京國際動畫展執行委員長的石原慎太郎陷於歷來這活動首次因律法爭議而有參展商退出的情況，石原慎太郎在12月10日的記者會被問到此事時，回應：「不是他自己隨意決定的嗎？跟條例有沒有關係我是不知道啦，不過反正那是他的公司，他自己決定。請吧。隨便他愛怎樣就怎樣吧。」
12月10日，連同業界規模最大的漫畫十社會（角川書店、集英社、小學館、講談社、少年畫報社、新潮社 、秋田書店、白泉社、雙葉社、LEED社）聯合發表措辭強硬的緊急聲明，認為都議會完全漠視業界的意見，讓出版業界覺得不被信任，也宣布退出動漫節的參展。矛頭直指此條例及石原慎太郎較早前發表誤認跟不誠實的發言。
同日《每日新聞》及翌日的《信濃每日新聞》，均對修訂持反對立場。
不過隨著民主黨於12月13日表態支持修訂案，此修訂案正式通過。
角川書店於12月底宣布，將與多間動漫公司（包括ANIPLEX、安利美特、Frontier Works等）另行於幕張展覽館舉辦另一個動畫博覽會，且與東京國際動畫博覽會的公眾展覽日同期舉行。不過因為2011年3月11日發生了日本有史以來規模最大、災情極為嚴重的東北地方太平洋近海地震，東京地區陷入供電不足的狀態，土壤液化也導致地基不穩；在無法保證活動能平安、順利進行的情況下，2011年春季所有的ACG相關活動均告取消。
2012年，以角川書店為主的十會社聯合舉辦的動畫內容博覽會開幕，因入場人數低於預期人數造成營運赤字。
2014年，動畫內容博覽會跟東京國際動畫博覽會合併，並在東京都舉辦第一屆『AnimeJapan』。

### 其他
動畫作品銀魂曾出現戲謔東京都青少年健全育成條例的劇情。

## 関連書籍
- COMICリュウ編集部 編『非実在青少年読本』（徳間書店ロマンアルバム、2010年5月31日） ISBN 978-4-19-720302-4
- サイゾー＆表現の自由を考える会 編『非実在青少年<規制反対>読本』（サイゾー、2010年6月4日） ISBN 978-4-904209-07-3
- 長岡義幸 著 『マンガはなぜ規制されるのか 「有害」をめぐる半世紀の攻防』 （平凡社、2010年11月15日） ISBN 978-4-582-85556-2